# Чагарниця кералайська
Чагарни́ця кералайська (Montecincla fairbanki) — вид горобцеподібних птахів родини Leiothrichidae. Ендемік Індії. Рудобока чагарниця раніше вважалася підвидом кералайської чагарниці.

## Опис

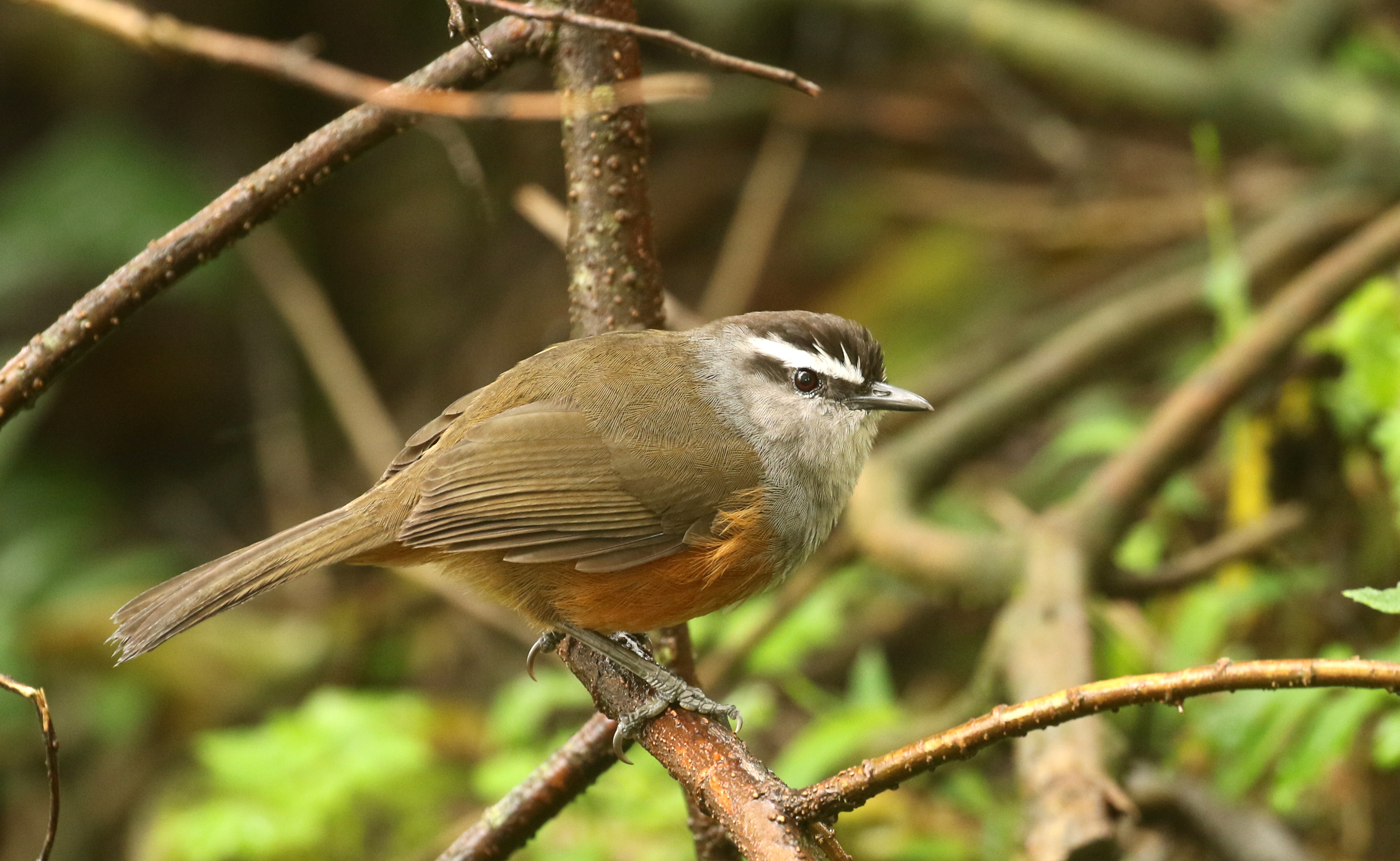
Кералайська чагарниця

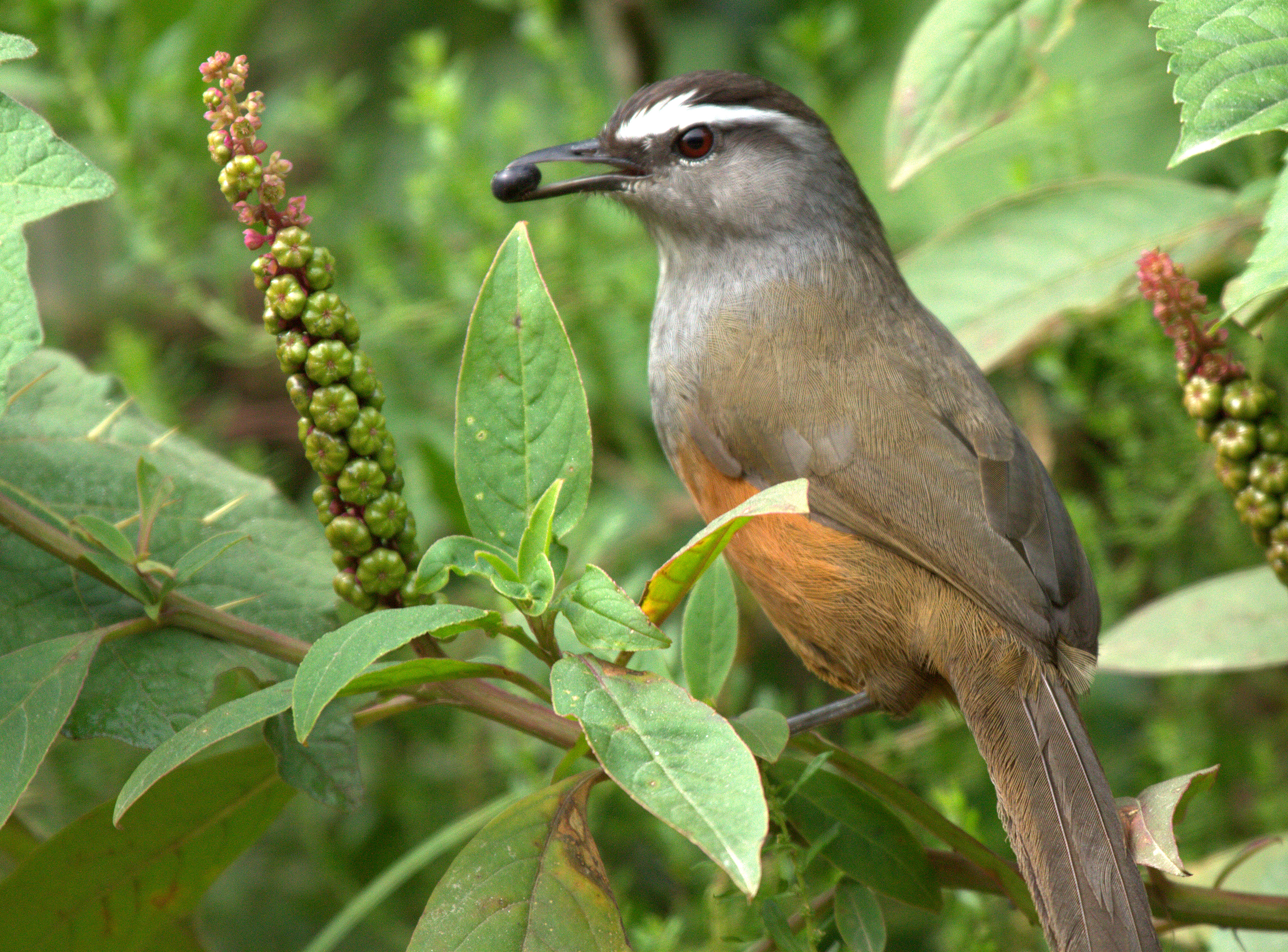
Кералайська чагарниця

Довжина птаха становить 20,5-24 см. Тім'я темно-сіро-коричневе, над очима широкі білі "брови", через очі проходять темно-сірі смуги. Горло і верхня частина грудей сірі. Нижня частина тіла рудувато-коричнева, верхня частина тіла оливково-коричнева. Дзьоб коричневий, очі темно-карі або червонувато-карі. Виду не притаманний статевий диморфізм.

## Поширення і екологія
Кералайські чагарниці мешкають в Західних Гатах на південь від перевалу Палаккад, в горах Палані. Вони живуть у високогірних чагарникових заростях, на берегах річок і струмків, на узліссях, в садах і на плантаціях. Зустрічаються на висоті від 800 до 2135 м над рівнем моря.

## Поведінка
Кералайські чагарниці живляться комахами, ягодами і плодами, зокрема ягодами Viburnum, Rubus, Eurya, Luvunga, Trema і Rhodomyrtus tomentosa. Сезон розмноження триває з грудня по червень з піком в квітні-травні. В кладці 2 яйця.

## Збереження
МСОП класифікує стан збереження цього виду як близький до загрозливого. Кералайським чагарницям загрожує знищення природного середовища.